# Pierre Bonard
Pierre Bonard (* 1943 in Lausanne; † 2010 in Lavigny VD) war ein Schweizer Maler der Art brut.

## Leben und Werk
Pierre Bonard kam mit dem Down-Syndrom zur Welt. Später kam er in eine Klinik für Epileptiker.
Im Alter von 12 Jahren erhielt Bonard Malunterricht beim Maler und Bildhauer Maurice Perrenoud, bei dem er lernte, seine innere Welt in Bildern auszudrücken. Danach malte er regelmässig, meist abends. Seine Bilder zeigen imaginäre Städte, Dörfer, Paläste und Tempel, aber auch Landschaften. «Über die Jahre hinweg hat er sein eigenes Zeichensystem und eine poetische Bildsprache entwickelt, in der sich Formen und Farben in ritualisierter Wiederholung zu einem ausdrucksstarken und in sich ruhenden Ganzen zusammenfügen». «Bonard wollte keine wiedererkennbaren Orte abbilden. Seine Motive widerspiegeln vielmehr eine eigene Vorstellung des Exotischen.»
Werke von Bonard befinden sich im Museum im Lagerhaus in St. Gallen und im Kunstmuseum Thurgau.

## Ausstellungen (Auswahl)
- 2008 Art Brut. Die Collection de l’Art Brut trifft das Museum im Lagerhaus / La Collection de l’Art Brut rencontre le Museum im Lagerhaus, Museum im Lagerhaus, St. Gallen (Gruppenausstellung)
- 2015 Kunst aus dem Leben, FHS St. Gallen (Gruppenausstellung)
- 2015 Art brut: Japan – Schweiz.!, Museum Gugging, Maria Gugging (Gruppenausstellung)